# Dunphail House
Dunphail House ist eine Villa nahe der schottischen Ortschaft Edinkillie in der Council Area Moray. 1971 wurde das Bauwerk in die schottischen Denkmallisten zunächst in der Kategorie B aufgenommen. Die Hochstufung in die höchste Denkmalkategorie A erfolgte 1987.

## Geschichte
Auf dem Anwesen wurde vor 1314 die Burg Dunphail Castle errichtet. Die Ländereien gehörten einst der Linie der Comyns of Altyre (siehe Altyre House). Sie gingen dann zunächst an die Dunbars of Westfield und schließlich an die Grants of Grant über. Durch Heirat gelangten sie in den Besitz Charles Cumming Bruce’, der Dunphail House im Jahre 1828 errichten ließ. Bereits 1787 wurde John Baxter mit einem Entwurf für Dunphail House betraut, der aber ebenso wenig umgesetzt wurde wie John Patersons Konzepte aus den Jahren 1818 und 1820. Für den Entwurf von Dunphail House zeichnet der schottische Architekt William Henry Playfair verantwortlich.
In den Jahren 1833 und 1842 wurde Dunphail House erweitert. Des Weiteren wurde die Villa in den 1870er Jahren durch Alexander Ross sowie zwischen 1964 und 1966 überarbeitet. Westlich von Dunphail House fließt der Fluss Divie. Am 3. August 1829, kurze Zeit nach der Fertigstellung der Villa, kam es dort zu einem Hochwasser, welches die Ufer bis kurz vor der Villa fortspülte, dem Dunphail House beinahe zum Opfer gefallen wäre.

## Beschreibung
Dunphail House steht isoliert in einer dünnbesiedelten Region Morays nahe dem Weiler Edinkillie. Das zweigeschossige Gebäude ist im Italianate-Stil ausgestaltet. Sein Mauerwerk besteht aus grob behauenem Bruchstein mit Sandsteineinfassungen. Das segmentbogige Eingangsportal mit Kämpferfenster ist mit dorischen Säulen und Steinbalustrade ausgeführt. Rechts setzt sich ein flacherer Anbau fort, der mit einem Pavillon mit Pyramidendach endet. Dieser entstammt der Erweiterung im Jahre 1842. Links grenzt ein ebenfalls mit Pyramidendach ausgeführter, dreigeschossiger Campanile an. Die Dächer sind mit Schiefer eingedeckt.